# Bethlehem (Georgia)
Bethlehem város az USA Georgia államában, Barrow megyében. Lakosainak száma 715 fő (2020. április 1.).

## Népesség
A település népességének változása:
| Lakosok száma | 209  | 601  | 715  |
|               | 1910 | 2010 | 2020 |